# Impföse

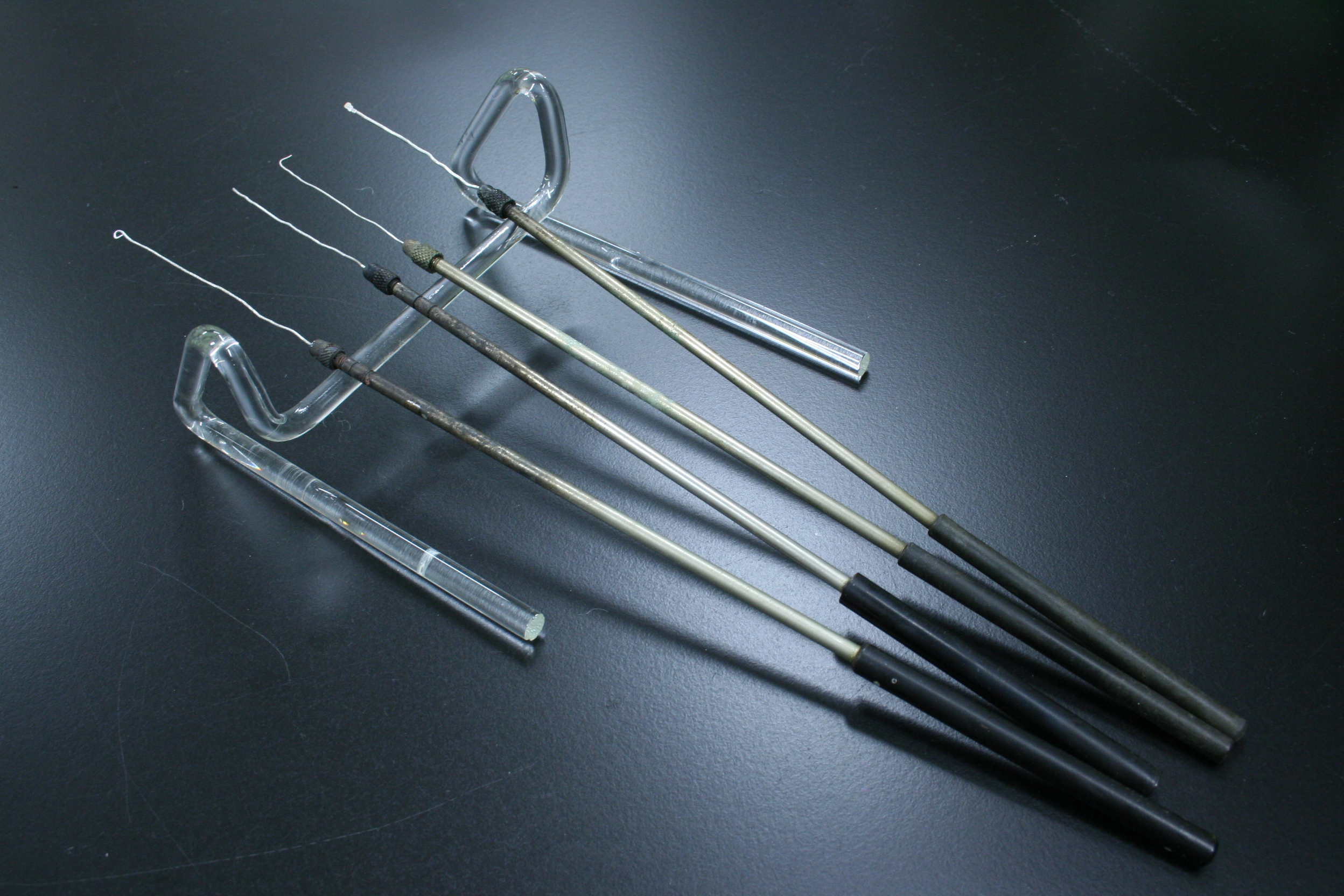
Verschiedene Platin-Impfösen.

Eine Impföse ist ein einfaches und häufig in der Mikrobiologie gebrauchtes Werkzeug.

## Aufbau und Verwendung
Eine Impföse besteht in der Regel aus einem runden, länglichen Griff, an dem ein Metallstab befestigt ist und der nach dem deutschen Mikrobiologen Wilhelm Kolle als Kollehalter bezeichnet wird. An dessen Spitze befindet sich ein Spannfutter, in das ein hitzefester Metalldraht eingespannt wird. Der Draht ist am Ende umgebogen und bildet eine Öse mit einem Durchmesser von 1 bis 5 mm.
Verwendet wird die Impföse hauptsächlich, um von einer Mikroorganismenkultur ein Inokulum für eine Subkultur anzulegen (überimpfen), oder um Einzelkolonien durch einen Vereinzelungsausstrich zu gewinnen.

## Handhabung
Die Drahtspitze einer Impföse wird vor Verwendung immer ausgeglüht. Hierbei wird sie schräg von oben in die Flamme eines Gasbrenners gehalten, bis der Draht hellrot aufleuchtet. Unter diesen Bedingungen wird jedes Biomolekül vollständig oxidiert. Nach dem Ausglühen ist die Drahtspitze deshalb steril.

Bevor das Inokulum entnommen werden kann, muss die Drahtöse abkühlen. In der Praxis wird dieser Vorgang beschleunigt, indem man die Öse mehrmals kurz hintereinander auf die Oberfläche des Kulturmediums drückt, von dem das Inokulum entnommen werden soll. Solange bei diesem Vorgang der Agar des Nährbodens schmilzt, ist die Öse wesentlich zu heiß.
Nach dem Abkühlen streicht man mit der Drahtöse über die Bakterienkultur oder nimmt eine Einzelkolonie auf und überimpft diese auf einen anderen Nährboden oder man inokuliert eine Flüssigkultur. Es ist ebenso möglich, ein Inokulum von einer Flüssigkultur zu entnehmen, indem die sterile Öse in das Kulturmedium eingetaucht wird. Durch die Oberflächenspannung bildet sich in der Öse ein Flüssigkeitsfilm, der genügend Zellen enthält.

Zuletzt wird die Impföse durch Ausglühen erneut sterilisiert und kann wiederverwendet werden, ohne dass Kontaminationen zu befürchten sind.

## Material, Varianten
Der Metalldraht besteht meist aus einer Legierung, die 80 % Platin und 20 % Iridium enthält; Ösen aus reinem Platin sind zu weich. Aus Kostengründen können auch Drähte anderer Zusammensetzung verwendet werden (beispielsweise Draht für elektrische Heizungen). Diese haben jedoch den Nachteil, dass durch das Erhitzen an der Metalloberfläche Oxide entstehen, die auf Mikroorganismen toxisch wirken können. Außerdem beeinflussen solche Drähte bestimmte Tests, für die Kulturmaterial mit Hilfe der Impföse übertragen wird. Dies gilt zum Beispiel für den Oxidase-Test, der durch eisenhaltige Drähte verfälscht wird.
Außer Impfösen werden zum Beimpfen auch gerade, nicht zu Ösen gebogene Drähte, sogenannte Impfnadeln verwendet. Sie dienen zum Beimpfen eines Agar-Kulturmediums in der Tiefe durch Einstechen der mit Mikroorganismen beladenen Impfnadel (Anlegen einer „Stichkultur“) und zur Entnahme von Impfmaterial aus kleinen Kolonien, die sich dicht neben anderen Kolonien befinden. 
Neben der beschriebenen klassischen Form einer Impföse sind auch vorsterilisierte Kunststoffimpfösen für den einmaligen Gebrauch erhältlich.
Als Zubehör für Impfösen gibt es einfache Ständer, in die die Halter mit den Impfösen gestellt werden.